# Mikroceratus
Mikroceratus (Microceratus) – rodzaj dinozaura z grupy ceratopsów. Był to najmniejszy przedstawiciel ceratopsów. Początkowo został opisany przez Bohlina jako Microceratops, co oznacza „małe rogate oblicze”.

## Dane
Pokrycie ciała: Łuskowata skóra
Wielkość:
- długość: ok. 50 cm.
- wysokość: 15 cm.
- masa ciała: 1,2 kg

Występowanie: 
- czas: 87 - 65 MLT
- miejsce: Azja (Mongolia, Chiny)

Biotop: pustynie, małe paprociowe lasy
Pożywienie: różne gatunki roślin – szpułkowe, paprocie
Rozmnażanie: jajorodny
Wygląd: Mały dinozaur o kończynach tylnych dłuższych od przednich, długim ogonie, o małej kryzie broniącej kark. Posiadał twardy, umięśniony dziób który służył do chwytania roślin.

## Opis
Skamieniałości mikroceratusa znajduje się w Chinach i Mongolii. Odkryty przez Bohlina w 1953 r. Jest to najmniejszy dotychczas odnaleziony dinozaur rogaty. Poruszał się zapewne na dwóch tylnych kończynach, gdyż przednie były zbyt krótkie aby spełniac tę funkcję. Był roślinożercą. Miał kołnierz, który przypominał kryzy późniejszych ceratopsów, oraz dziób, którym mógł zrywać rośliny i owoce. Był to zwinny i szybki dinozaur, który w razie niebezpieczeństwa ratował się ucieczką. Niektórzy sceptycy uważają go za młodego osobnika jakiegoś przedstawiciela protoceratopsów.

## Odkrycia gatunków
- Microceratus (Bohlin, 1953) Mateus, 2008
- M. gobiensis (Bohlin 1953)

Microceratops sulcidens = Asiaceratops sulcidens